# Saint-Martin-de-Villereglan
Saint-Martin-de-Villereglan è un comune francese di 335 abitanti situato nel dipartimento dell'Aude nella regione dell'Occitania.

## Società

### Evoluzione demografica
Abitanti censiti